# Eros Riccio
Eros Riccio (Lucca, Toscana, 1 de desembre de 1977) és un jugador d'escacs italià, que té el títol de Gran Mestre d'escacs per correspondència des de 2010. És campió de Freestile Chess, subcampió d'Europa i medalla de bronze olímpica amb l'equip nacional italià d'escacs per correspondència, i campió del món d'escacs FICGS. També l'autor de Sikanda, un llibre personal d'obertures d'escacs.

Riccio ha guanyat un campionat italià d'escacs per correu electrònic i tres campionats italians d'escacs per correspondència.
Com a primer tauler de l'equip nacional italià, ha participat en nombrosos torneigs de l'ICCF, i en particular, fou plata al setè Campionat d'Europa amb Itàlia i bronze a la XVII Olimpíada amb Itàlia.
Es distingeix sobretot en els torneigs d'escacs d'estil lliure (escacs avançat). Després de la victòria en al 8è PAL / CSS Freestyle Tournament, Riccio ha guanyat molts torneigs d'aquesta especialitat en què ha participat (Computer Bild Spiele Schach Tournier, Welcome Freestyle Tournament, Christmas Freestyle Tournamen, IC Freestyle Masters, Infinite Chess Freestyle Tournament), i pot ser acreditat com el número 1 en el món dels escacs estil lliure.
Infinity Chess, de fet, va desenvolupar una especial classificació Elo per a jugadors d'escacs d'estil lliure, té Eros Riccio (Sephiroth) en primer lloc, amb 2755 punts Elo.
El 2009, Riccio va vèncer «Rechenshiber», un clúster d'ordinadors de l'equip Rybka, un impressionant monstre de 55 ordinadors d'alta velocitat que funcionen com un sol equip de gran abast, i també va vèncer l'equip "Highendman", que era l'únic que l'havia derrotat abans el clúster de Rybka.
Amb FICGS va guanyar el primer i tercer «Freestyle Chess Cup» i, sobretot, 14 campionats del món consecutius.